# Manatial Chaguane
El manantial Chaguane o río Chaguane es una fuente natural de agua que nace en la cordillera de Los Andes y fluye hasta su confluencia con el río Aguas Calientes (Isluga) para formar el río Arabilla en la Región de Tarapacá.
Esta fuente de agua es nombrada como manantial Chaguane por Luis Risopatrón y advierte que también es nombrado como río Chaguano en su Diccionario Jeográfico de Chile

## Historia
Luis Risopatrón escribió en 1924 en su obra Diccionario Jeográfico de Chile sobre el manantial y origen del río:: 360 
Chaguane (Manantial de) 19° 13' 68° 59'. Revienta en un valle en que se encuentra un poco de forraje, se junta con el de Pasijiro i forman el rio de Arabilla, del de Isluga; se le llama también Corahuane. 77, p. 7; i 95, p. 97; rio Chaguano en 116, p. 207 i 208; Chaguana en la p. 272; i Chagua error litográfico en 134; i 156.